# Waringin
De waringin of treurvijg (Ficus benjamina) is een plant uit de moerbeifamilie (Moraceae), die van nature voorkomt in Zuid- en Zuidoost-Azië en Australië. De plant heeft overhangende twijgen en glanzende, 6-13 cm lange, ovale, toegespitste bladeren en kan in het wild uitgroeien tot een 30 m hoge boom. In tropische omstandigheden wordt de waringin vanwege zijn statige uitstraling aangeplant in parken en langs wegen. In gematigde klimaten is het een populaire kamerplant. De plant wordt gekweekt vanwege zijn functie als parkboom en kamerplant.
De plant kan zijn leven beginnen als epifyt, maar met zijn luchtwortels bereikt de waringin dan de grond, waar deze wortelt en dan verder groeit als een gewone terrestrische boom.
De waringin is de officiële boom van Bangkok, de hoofdstad van Thailand.

## Gebruik als kamerplant
De plant kan ook binnenshuis groot worden. De soort gedijt het beste onder zonnige omstandigheden, maar kan in de schaduw groeien en verdraagt droge lucht. De plant heeft een gemiddelde hoeveelheid water nodig in de zomer en slechts genoeg water in de winter om uitdroging te voorkomen.
De plant is niet bestand tegen koude en tocht. De koude en warme luchtstromen verzwakken de jonge blaadjes en veroorzaken veel bladval, waardoor de plant er al snel slecht uitziet.
Ook zijn de bladeren gevoelig voor veranderingen in lichtinval, bijvoorbeeld na verplaatsing. De bladeren vallen en worden vervangen door nieuwe bladeren die zijn aangepast aan de nieuwe lichtintensiteit.
Er zijn verschillende cultivars beschikbaar (bijvoorbeeld 'Starlight', 'Danielle', 'Naomi', 'Exotica', en 'Golden King'). De cultivars hebben verschillende kleurpatronen van de bladeren, van licht- tot donkergroen en verschillende vormen van wit met groen blad ("variegata"-vormen).
Deze plant wordt samen met de banyan het meeste gebruikt als bonsai voor binnencultuur. Dit is vanwege hun tolerantie voor het binnenhuisklimaat.

## Afgeraden in woonwijken
Deze plant in boomvorm te houden wordt tegenwoordig afgeraden in Zuid-Florida (de conurbatie van Miami) vanwege het omvangrijke wortelstelsel en de schade aan infrastructuur die daardoor ontstaat. Ook zijn de bomen vanwege hun omvang en oppervlakkige wortelstelsel vaak het slachtoffer van orkanen en tropische stormen. De overheid van Broward County raadt aan deze bomen niet meer aan te planten. Steden zoals North Miami (Florida) vereisen zelfs geen vergunning voor het verwijderen van deze bomen

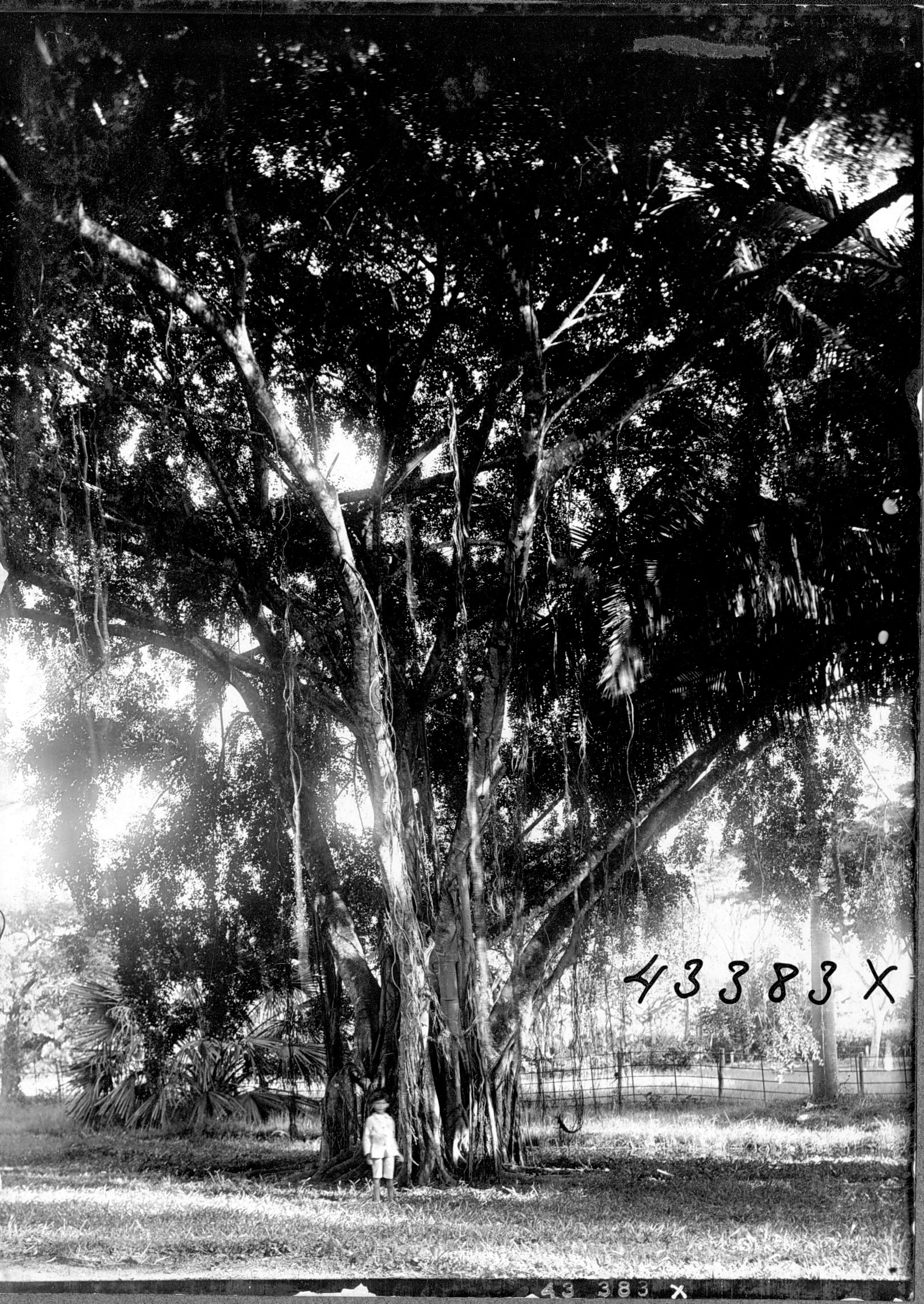
Waringin met luchtwortel, figuur naast de stam
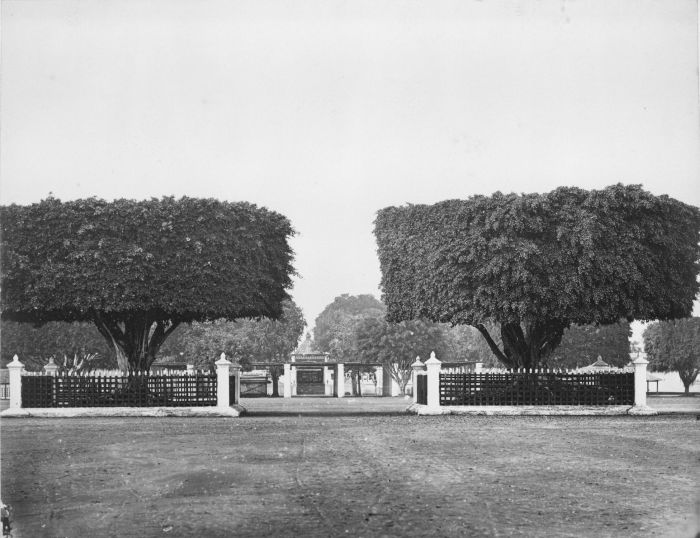
De waringins op de alun-alun bij de ingang van de kraton van de sultan van Jogjakarta, Wereldmuseum Amsterdam
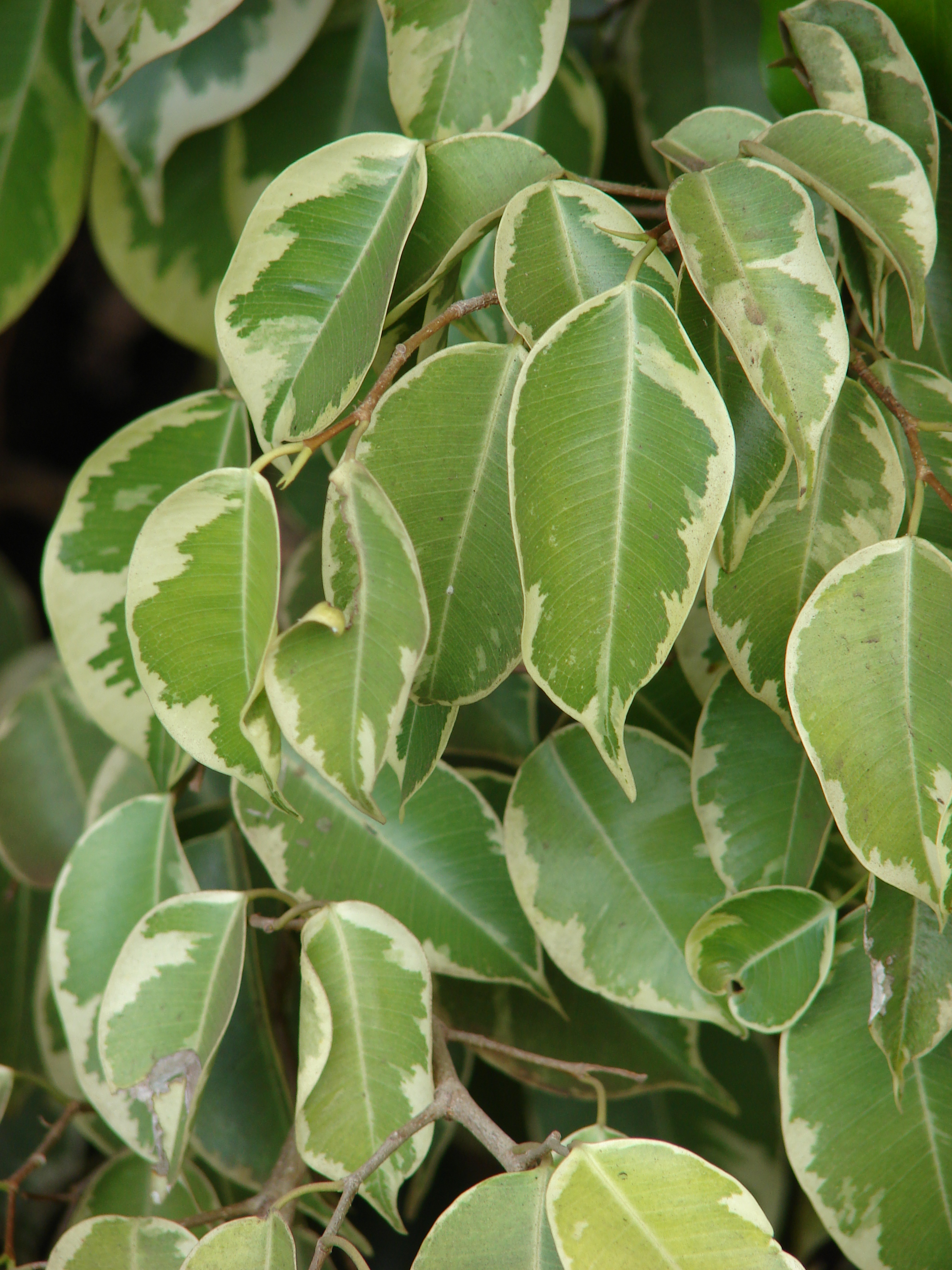
Waringin met bont blad

... · 
F. benghalensis · 
F. benjamina (Waringin) · 
F. carica (Vijgenboom) · 
F. elastica (Indische rubberboom) · 
F. ingens · 
F. lyrata (Vioolbladplant) · 
F. racemosa · 
F. religiosa (Bodhiboom) · 
F. sur (Kaapse wilde vijg) · 
F. sycomorus (Egyptische vijgenboom) · 
...